# Callistocythere foveata
Callistocythere foveata is een mosselkreeftjessoort uit de familie van de Leptocytheridae. De wetenschappelijke naam van de soort is voor het eerst geldig gepubliceerd in 1953 door Hartmann.